# Voọc bạc
Voọc bạc (Trachypithecus germaini) là một loài voọc có nguồn gốc từ Thái Lan, Đức, Campuchia, Lào và Việt Nam. Loài khỉ Cựu thế giới này trước đây được coi là cùng loài với Trachypithecus cristatus và Trachypithecus Villosus.
Hai phân loài đã được công nhận là:
- Trachypithecus germaini germaini
- Trachypithecus germaini caudalis

## Lịch sử phân loại và tiến hóa
Voọc bạc là một phần của phân họ Khỉ ngón cái ngắn. Hai phân loài của voọc bạc được công nhận là: Trachypithecus germaini germaini và Trachypithecus germaini caudalis. Tuy nhiên, đã xảy ra tranh cãi trong việc phân loại voọc bạc khi T. germaini được xếp chung nhóm với các loài khác trong phân họ của nó. T. germaini và T. margarita được coi là một loài duy nhất, T. villosus, nhưng bằng chứng về hình thái học và di truyền học cho thấy chúng là hai loài khác biệt. T. germaini cũng đã được xếp chung nhóm với T. cristatus cho đến những lần phân loại lại gần đây.

## Mô tả
Voọc bạc có màu đen trên bàn tay, bàn chân và phần trên cơ thể của nó, sau đó chuyển dần sang màu xám nhạt hơn ở phần dưới. Chúng có đuôi dài màu xám và lông trắng trên khuôn mặt tròn. Con non của loài này có bộ lông màu cam sáng.

## Phân bố và sinh cảnh
Không rõ giới hạn phân bố của voọc bạc, nhưng chúng hiện được tìm thấy ở châu Á, cụ thể là Campuchia, Việt Nam, CHDCND Lào, Myanmar và Thái Lan. Số lượng cá thể ở Việt Nam đang bị giảm sút nghiêm trọng, chúng ít xuất hiện trong 50 năm qua. Ở CHDCND Lào, loài này không có phạm vi liên tục, thay vào đó là nhiều mảng với mức độ phong phú tương đối cao hơn. Sự phân bố của loài ở Campuchia rất phổ biến, nhưng mức độ phong phú của nó sẽ khác nhau từ phổ biến đến hiếm. Một trong số ít các địa điểm có số lượng cá thể ước tính được là Khu bảo tồn Động vật Hoang dã Keo Seima, với số lượng cá thể ổn định là 1487 con. Ở Thái Lan, loài này phổ biến với nhiều khu bảo tồn hỗ trợ các quần thể lớn. Voọc bạc là loài di chuyển trên cây trên cạn, thường được tìm thấy ở các vùng đất thấp. Chúng ưa thích rừng thường xanh và nửa thường xanh, rừng ven sông, rừng rụng lá hỗn hợp và rừng dọc theo sông. Thường không tìm thấy loài này ở vùng cao hoặc các khu vực đồi núi.

## Hành vi
Chế độ ăn của voọc bạc là lá, chúng ăn cả lá, chồi và quả. Chế độ ăn này cần một thời gian nghỉ ngơi, vào lúc đó chúng có thể trải qua quá trình nhai lại.
T. germaini giống như các loài voọc châu Á khác là những loài linh trưởng phi xã hội. Chúng không ưa thích thực hiện các hành vi xã hội so với việc kiếm ăn và nghỉ ngơi, những hoạt động chiếm phần lớn thời gian trong ngày của chúng. Tuy nhiên, T. germaini thường được quan sát thấy sống theo bầy gần gũi về mặt xã hội từ 10 đến 50 cá thể.

## Kẻ địch và các mối đe dọa
Những loài săn loài voọc, bao gồm cả voọc bạc, bao gồm báo hoa mai, hổ, chó săn và rắn lớn. Nhiều loài động vật ăn thịt nhỏ sẽ ăn voọc non.
Các mối đe dọa phổ biến đối với voọc bạc bao gồm săn bắn, buôn bán vật nuôi ngoại lai và mất môi trường sống do mở rộng nông nghiệp.

## Tình trạng và bảo tồn
T. germaini được IUCN đánh giá là loài nguy cấp, với mức suy giảm số lượng cá thể hơn 50% trong ba thế hệ qua. Nó được liệt kê trong Phụ lục II của Công ước CITES, có nghĩa là việc buôn bán các loài này phải được kiểm soát để tránh nguy cơ tuyệt chủng.
Có rất ít nỗ lực bảo tồn loài đã được thực hiện bất chấp việc xác định loài. Một số khu bảo tồn đã được thành lập trong phạm vi sinh sống của loài để hỗ trợ việc bảo tồn loài này. Loài này đã được ghi nhận ở nhiều khu bảo tồn ở Việt Nam và Thái Lan. Ở Việt Nam, số lượng cá thể của loài đã tăng lên ở hai khu bảo tồn là Vườn Quốc gia Phú Quốc và Khu vực Karst Kiên Lương, cho thấy những nỗ lực bảo tồn quan trọng.